# Велізарове
Веліза́рове (у минулому — хутір Велизарівка) — село в Україні, у Роздільнянській міській громаді Роздільнянського району Одеської області. Населення становить 139 осіб. Відноситься до Чобручанського старостинського округу.

## Історія

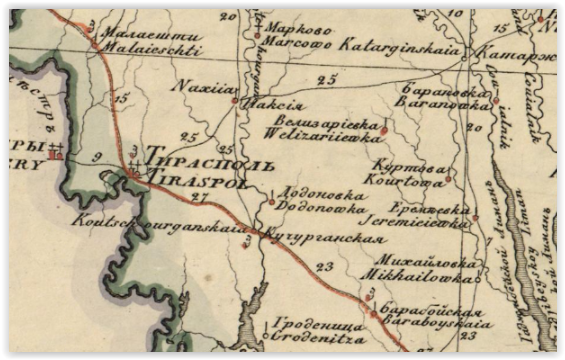
Село на мапі 1821 року

У 1859 році у власницькому присілку Велізарова 1-го стану (станова квартира — містечко Понятівка) Тираспольського повіту Херсонської губернії на балці Велика Свина, було 17 дворів, у яких мешкало 60 чоловік і 48 жінок. 
На півночі від нього був присілок Катеринівка, нині у складі села Велізарове. у 1859 році у Катеринівці мешкало 82 особи (40 чоловіків та 42 жінки), 30 дворів.
Станом на 20 серпня 1892 року при селищі Велізарівка 1-го стану були польові землеволодіння (250 десятин, 1151 сажнів) Брюль Анни Клеофасівни (дружина дворянина); польових (266 десятин, 135 сажнів), садових та городних (4 десятини) Гине Ольги Клеофасівни (дочка генерал-майора); польових (245 десятин, 1931 сажнів) Григор'євої Юлії Клеофасівни (вдова підполковника), а також садових та городних (2000 сажнів) Томашевської Марини Лаврентіївни (вдова чиновника).
У 1896 році в селищі Велізарова Розаліївської волості Тираспольського повіту Херсонської губернії при балці Свина, було 33 двора, у яких мешкало 152 людини (69 чоловіків і 83 жінки).
На 1 січня 1906 року в селищі Велізаровка Понятівської волості Тираспольського повіту Херсонської губернії, яке розташоване на балці Свиній, були десятинщики при економії пані Брюль, Григор'євої та Полубояринової; проживали малороси й німці; існували колодязі й став; 32 двора, в яких мешкало 204 людей (103 чоловіків і 101 жінка).
У 1916 році на хуторі Велізаровка Понятівської волості Тираспольського повіту Херсонської губернії, мешкало 136 людей (75 чоловік і 61 жінка).
Станом на 28 серпня 1920 р. в селищі Велізарове (Велізарівка) Понятівської волості Тираспольського повіту Одеської губернії, було 33 домогосподарства. Для 15 домогосподарів рідною мовою була українська, 8 — російська, 8 — німецька, 1 — єврейська, 1 — польська. В селищі 152 людини наявного населення (80 чоловіків і 72 жінки). Родина домогосподаря: 78 чоловіків та 67 жінок (родичів 2 і 5 відповідно). Тимчасово відсутні — 5 чоловіків (солдати Червоної Армії).
Станом на 1 вересня 1946 року село було центром Велізарівської сільської ради.
У першій половині 1960-х років до складу Велізарового увійшов колишній хутір Старостине.
У результаті адміністративно-територіальної реформи село ввійшло до складу Роздільнянської міської територіальної громади та після місцевих виборів у жовтні 2020 року було підпорядковане Роздільнянській міській раді. До того село входило до складу ліквідованої Старостинської сільради.

## Населення
Згідно з переписом УРСР 1989 року чисельність наявного населення села становила 159 осіб, з яких 76 чоловіків та 83 жінки.
За переписом населення України 2001 року в селі мешкало 175 осіб.
2010 — 180 осіб;
2011 — 182 особи.

### Мова
Розподіл населення за рідною мовою за даними перепису 2001 року:
| Мова       | Відсоток |
| ---------- | -------- |
| українська | 79,55 %  |
| молдовська | 10,80 %  |
| російська  | 8,52 %   |
| болгарська | 1,14 %   |